# Gloster Hill
Gloster Hill är en ort i civil parish Warkworth, i grevskapet Northumberland i England. Orten är belägen 11 km från Alnwick. Gloster Hill var en civil parish 1866–1955 när det uppgick i Warkworth. Civil parish hade 12 invånare år 1951.